# Xanthichthys greenei
Xanthichthys greenei (лат.) — вид морских лучепёрых рыб из семейства спинороговых отряда иглобрюхообразных. Открыт в 2013 году Ричардом Пайлом. Был найден у острова Киритимати на глубине 90-100 метров.